# اسلوب حکیم
اسلوب حکیم (به معنای روش عاقلانه) در اصطلاح بدیع آن است که شاعر جمله‌ای بیاورد که حمل بر بیش از یک پاسخ شود و پاسخ داده‌شده، برخلاف انتظار شنونده باشد.

## مثال
| گفتی ز خاک بیشترند اهل عشق من |  | از خاک بیشتر نه که از خاک کمتریم |— سعدی، بگذار تا مقابل روی تو بگذریم
در این بیت منظور گوینده از «ز خاک بیشترند» این است که تعداد «اهل عشق» او از تعداد ذره‌های خاک بیشترند، ولی شاعر با تجاهل العارف (خود را به نادانی زدن) آن را حمل بر جایگاه آن‌ها بیشتر و والاتر بودن می‌کند و پاسخ می‌دهد که «از خاک کمتریم.»
| گفتمش باید بری نامم زیاد |  | گفت آری می‌برم نامت ز یاد |— فرصت شیرازی
در این بیت مقصود گوینده این بوده است که «باید نام مرا زیاد بر زبان جاری کنی»، اما مخاطب چنین وانمود می‌گوید که او گفته است «باید نام مرا از یاد ببری» بنا بر آن پاسخ گفته است.
| نخستین بار گفتش کَز کجایی؟       |  | بگفت از دار ملک آشنایی      |
| بگفت آن جا به صنعت در چه کوشند؟ |  | بگفت انده خرند و جان فروشند |
| ...                             |  | ...                         |— نظامی گنجوی، خسرو و شیرین، مناظره خسرو با فرهاد
کل مناظره خسرو با فرهاد در خسرو و شیرین اثر نظامی گنجوی در اسلوب حکیم سروده شده است، چرا که هر پاسخی که فرهاد به پرسش‌های خسرو می‌دهد مورد انتظار پرسنده (و خواننده) نیست.